# Trofeo Laigueglia 2014
Il Trofeo Laigueglia 2014, cinquantunesima edizione della corsa e valida come evento dell'UCI Europe Tour 2014 categoria 1.1, si svolse il 21 febbraio 2014, su un percorso di 181,2 km, con partenza ed arrivo da Laigueglia. Fu vinta dal colombiano José Serpa, al traguardo con il tempo 4h42'43", alla media di 38,45 km/h.
Al traguardo 100 ciclisti portarono a termine la gara.

## Squadre e corridori partecipanti
| N.      | Cod. | Squadra                      |
| ------- | ---- | ---------------------------- |
| 1-8     | LAM  | Lampre-Merida                |
| 11-18   | CAN  | Cannondale                   |
| 21-28   | ALM  | AG2R La Mondiale             |
| 31-38   | BAR  | Bardiani-CSF                 |
| 41-48   | AND  | Androni Giocattoli-Venezuela |
| 51-58   | MTN  | MTN-Qhubeka                  |
| 61-68   | COL  | Colombia                     |
| 71-78   | YEL  | Yellow Fluo                  |
| 81-88   | RVL  | RusVelo                      |
| 91-98   | VFN  | Vini Fantini-Nippo           |
| 101-108 | UNA  | Utensilnord                  |

| N.      | Cod. | Squadra                      |
| ------- | ---- | ---------------------------- |
| 111-118 | MKT  | Meridiana-Kamen Team         |
| 121-128 | IDE  | Team Idea                    |
| 131-138 | LOK  | Lokosphinx                   |
| 141-148 | AZT  | Area Zero Pro Team           |
| 151-158 | BSE  | Bretagne-Séché Environnement |
| 161-168 | MGK  | MG.KVis-Trevigiani           |
| 171-178 | MAE  | Marchiol-Emisfero            |
| 181-188 | AMO  | Amore & Vita-Selle SMP       |
| 191-198 | VHS  | Vega-Hotsand                 |
| 201-208 | CUL  | Cult Energy Vital Water      |
| 211-218 | CWO  | Christina Watches-Kuma       |

## Ordine d'arrivo (Top 10)
| Pos. | Corridore         | Squadra       | Tempo    |
| ---- | ----------------- | ------------- | -------- |
| 1    | José Serpa        | Lampre-Merida | 4h42'43" |
| 2    | Patrik Sinkewitz  | Meridiana     | s.t.     |
| 3    | Andrea Pasqualon  | Area Zero     | s.t.     |
| 4    | Sonny Colbrelli   | Bardiani-CSF  | s.t.     |
| 5    | Diego Ulissi      | Lampre-Merida | s.t.     |
| 6    | Davide Villella   | Cannondale    | s.t.     |
| 7    | Matteo Montaguti  | AG2R La Mond. | s.t.     |
| 8    | Marco Marcato     | Cannondale    | s.t.     |
| 9    | Matteo Rabottini  | Yellow Fluo   | s.t.     |
| 10   | Franco Pellizotti | Androni       | s.t.     |